# Droga N986 (Holandia)
Droga prowincjonalna N986 (nid. Provinciale weg 986) – droga prowincjonalna w Holandii, w prowincji Groningen. Łączy drogę prowincjonalną N360 w Ruischerbrug z drogą prowincjonalną N387 we wsi Kolham. Droga nosi kolejno nazwy Borgweg i Hoofdweg.